# علي توفيق النحاس
علي توفيق النحاس (1939 - 1 مايو 2024) هو عالم قراءات مصري، وحافظ مقرئ، ومحدِّث مُسنِد، وباحث محقِّق، وأديب شاعر، ودكتور صيدلي.

## حياته ونشأته
ولد علي بن محمد توفيق النحاس في الزقازيق بمصر، سنة 1939م، وتلقَّى بعض العلوم الشرعية على والده و كان من علماء الأزهر ورئيس مجمع البحوث الإسلامية، وأخذ القراءات العشر الصغرى عن الشيخ عامر بن السيد عثمان شيخ عموم المقارئ المصرية، وعبد الرازق السيد البكري، تخرج في كلية الصيدلة.

## مؤلفاته
1. «الوجيز في أحكام تلاوة الكتاب العزيز».
2. «تعريف بالقراء العشرة ورواتهم وأصول القراءات العشرة».
3. «الرسالة الغراء في الأوجه الراجحة في الأداء عن العشرة القراء».
4. «القصيدة الحسناء تلخيصا للرسالة الغراء».
5. فيض الآلاء في الأوجه المقدمة لورش في الأداء .
6. رسالة في الوقف على ( كلا و بلا ) و بعض الكلمات .
7. رسالة في الرد على من منع قراءة حمزة و الكسائي .
8. رسالة في طرق حفص.
9. تعريف بالقراء العشرة .

## وفاته
توفي صباح يوم الأربعاء 22 شوال 1445 هـ الموافق 1 مايو 2024 م، وأقيم العزاء به بعد صلاة الظهر، في مسجد السلام بمدينة نصر.